# Meredith Monk
Meredith Jane Monk (nascida em 20 de novembro de 1942 em Nova Iorque) é uma compositora, performer, diretora, vocalista, cineasta, e coreógrafa americana. Desde os anos sessenta, Monk tem criado trabalhos multidisciplinares que combinam música, teatro e dança, gravando extensivamente para a ECM Records.

## Vida e obra
Meredith Monk é principalmente conhecida por suas inovações vocais, incluindo uma vasta gama de técnicas estendidas, as quais ela desenvolveu pela primeira vez em suas performances solo antes de formar seu próprio grupo. Em dezembro de 1961, ela apareceu na "Actor's Playhouse" no Greenwich Village (Nova Iorque) como dançarina solo em uma adatação de teatro musical para crianças de "A Christmas Carol", de Charles Dickens na Off Broadway intitulada "Scrooge" (música e letra de Norman Curtis; dirigido e coreografado por Patricia Taylor Curtis).  Em 1964, Monk formou-se no Sarah Lawrence College depois de estudar com Beverly Schmidt Blossom, e em 1968 ela fundou The House, uma companhia dedicada a uma abordagem multidisciplinar da performance.
As performances de Monk têm influenciado muitos artistas, incluindo Bruce Nauman, o qual ela conheceu em San Francisco em 1968. Em 1978 Monk formou o Meredith Monk and Vocal Ensemble (modelado segundo grupos similares de seus colegas de música como Steve Reich and Philip Glass), para explorar novas e mais amplas formas e texturas vocais, as quais eram frequentemente contrastadas com texturas instrumentais minimalistas. Monk iniciou um relacionamento duradouro com o Walker Art Center de Minneapolis, o qual continua a divulgar seu trabalho até hoje. Peças dessa época incluem Dolmen Music (1979), que foi também gravada em seu primeiro álbum, lançado pelo selo ECM de Manfred Eicher em 1981.
Nos anos oitenta, Monk roteirizou e dirigiu dois filmes, Ellis Island (1981) e Book of Days (1988), os quais se desenvolveram de uma única ideia: "Um dia, durante o verão de 1984, quando eu estava varrendo o chão de minha casa no campo, a imagem de uma jovem (em preto e branco) e uma rua medieval em uma comunidade judaica (também em preto e branco) veio à minha mente."  Monk conta essa história nas notas de encarte da gravação da ECM. Duas versões musicais existem desta peça, uma para salas de concerto e a outra um álbum, produzido por Meredith Monk e Manfred Eicher, que é "um filme para os ouvidos".
No início dos anos 1990 Monk compôs a ópera Atlas, que estreou em Houston, Texas em 1991. Ela também escreveu peças para grupos instrumentais e orquestras sinfônicas. Seu primeiro trabalho sinfônico foi Possible Sky (2003). A ele se seguiu Stringsongs (2004) para quarteto de cordas, que foi encomendado pelo Kronos Quartet. Em 2005, realizaram-se eventos em todo o mundo para celebrar o quadragésimo aniversário de sua carreira, incluindo um concerto no Carnegie Hall com participação de Björk, Terry Riley, DJ Spooky (que sampleou Monk em seu álbum Drums of Death), Ursula Oppens, Bruce Brubaker, John Zorn, e os novos grupos musicais Alarm Will Sound e Bang on a Can All-Stars, em conjunto com o Pacific Mozart Ensemble.

## Honrarias e legado
Monk recebeu muitos prêmios, incluindo uma MacArthur Fellowship. Ela recebeu o grau honorário de doutora em artes do Bard College, da University of the Arts (Philadelphia), do Juilliard School, do San Francisco Art Institute e do Boston Conservatory. Em 2007, recebeu na Itália o Prêmio Internacional Demetrio Stratos de experimentação musical.
Sua música foi utilizada em filmes dos irmãos Coen (The Big Lebowski, 1998) e Jean-Luc Godard (Nouvelle Vague, 1990, e Notre musique, 2004).
A cantora francesa Camille faz homenagem explícita a Meredith em sua canção The Monk (Music Hole, 2008), que, além do título óbvio, também lembra Monk na sua estrutura.
Em entrevista recente, Monk disse que sua música favorita inclui música brasileira, especialmente as gravações de Caetano Veloso, a música de Mildred Bailey ("a grande cantora de jazz dos anos 1930 e 40"), e o ciclo de Bartók para piano Mikrokosmos.

## Vida pessoal
Sua companheira era a coreógrafa holandesa Mieke van Hoek, morta em 2002.

## Citações
"Na maior parte de minha música, peças de teatro e filmes, tento expressar um senso de eternidade e de tempo como um ciclo recorrente."—Notas em encarte do álbum Book of Days, ECM New Series (1990)
"Trabalho por entre as frestas, onde a voz começa a dançar, o corpo começa a cantar, onde o teatro se torna cinema." - Deborah Jowitt (ed.), Meredith Monk (Johns Hopkins University Press, 1997)
"Björk fez uma versão de uma de minhas músicas, "Gotham Lullaby". Eu tinha ouvido a versão dela num MP3 que uma de minhas alunas de canto me deu e eu achei verdadeiramente interessante. Depois nos encontramos, seis meses mais tarde e gostamos muito uma da outra. Ela tem um espírito encantador." --Entrevista a Tony Montague no The Globe and Mail, 11 de novembro de 2005

## Obras

### Obras instrumentais
- Paris para piano solo (1973)
- Acts from under and above Ellis Island para dois pianos (1986)
- Window in 7's para piano solo (1986)
- Parlour Games para dois pianos (1988)
- Phantom Waltz para dois pianos (1990)
- St. Petersburg Waltz para piano solo (1994)
- Steppe Music para piano solo (1997)
- Clarinet Study #4, para clarineta solo (1999)
- Cello Study #1 para violoncelo solo e voz (1999)
- Trumpet Study #1 para trumpete solo (1999)
- Possible Sky para orquestra e vozes (encomendada por Michael Tilson Thomas para New World Symphony, 2003)
- Stringsongs para quarteto de cordas (encomendada pelo Kronos Quartet, 2004)

### Trabalhos vocais
- 16 Millimeter Earrings para voz, violão e fita magnética (1966)
- Juice: A Theater Cantata para 85 vozes, jaw harpa e dois violinos (1969)
- Vessel: An Opera Epic para 75 vozes, orgão eletrônico, dulcimer e acordeon (1971)
- Our Lady of Late para voz solo e copo de vinho (1972)
- Quarry: An Opera para 38 vozes, 2 órgãos de fole, 2 flautas recorder soprano, fita magnética (1976)
- Songs from the Hill para voz solo (1976)
- Tablet para 4 vozes, piano a 4 mãos, 2 flautas recorder soprano (1976)
- Dolmen Music para 6 vozes, violoncelo, percussão (1979)
- The Games para 16 vozes, sintetizador, teclados, gaita-de-foles flamenga, gaita-de-foles, trompa chinesa e rauschpfeife (1983)
- Astronaut Anthem para coral a cappella (1983)
- Panda Chant II para coral a cappella (1984)
- Book of Days para 25 vozes, sintetizador, piano ou 7 vozes, sintetizador (versão de câmara) (1985) gravada para ECM
- Scared Song, canção para voz solo, sintetizador and piano (1986)
- I Don't Know, canção para voz solo e piano (1986)
- Atlas: An Opera in Three Parts para 18 vozes e orquestra de câmara (1991)
- Three Heavens and Hells para 4 vozes (1992)
- Volcano Songs (Solo) para voz solo, voz com vozes pré-gravadas e piano (1994)
- Star Trek: Envoy para composição/direção/preparação no Den-Kai/Krikiki Ensemble (1995)
- The Politics of Quiet para 10 vozes, 2 teclados, trompa, violino, saltério com arco (1996)
- Magic Frequencies para 6 vozes, 2 teclados, percussão (1999)
- Eclipse Variations para 4 vozes, esraj, sampler, gravado em som surround, encomendado por Starkland
- Mercy para 6 vozes, 2 teclados, percussão, sopros múltiplos, violino (2001)
- When There Were Work Songs para grupo vocal (2002, encomendado por Western Wind Vocal Ensemble)
- Last Song para voz solo e piano (2003)
- Impermanence para oito vozes, piano, teclado, marimba, vibrafone, percussão, sopros múltiplos, violino, roda de bicicleta (2005)
- Night para coral e orquestra (1996/2005)
- Songs of Ascension para grupo vocal e quarteto de cordas (2006, encomendada pelo Kronos Quartet, com Ann Hamilton)
- Weave para vozes solo, coral e orquestra (2010, encomendado por Grand Center Inc e o Los Angeles Master Chorale)

## Discografia
- Key (Increase Records, 1971 / Lovely Music, 1977 and 1995)
- Our Lady of Late (Minona Records, 1973 / wergo, 1986)
- Songs from the Hill / Tablet (wergo, 1979)
- Dolmen Music (ECM, 1981)
- Turtle Dreams (ECM, 1983)
- Do You Be (ECM, 1987)
- Book of Days (1990) (ECM, 1990)
- Facing North (ECM, 1992)
- Atlas: An Opera in Three Parts (ECM, 1993)
- Monk and the Abbess, Music of Hildegard von Bingen and Meredith Monk (RCA, 1995)
- Volcano Songs (ECM, 1997)
- Eclipse Variations (Starkland, 2000), gravado em surround sound DVD
- Mercy (ECM, 2002)
- Impermanence (ECM, 2008)
- Beginnings (Tzadik, 2009), composições de 1966 a 1980
- Songs of Ascension (ECM, 2011)
- Piano Songs (ECM, 2014)[4]
- On Behalf Of Nature (ECM, 2016)[5]
- Nightfall (Noel Akchote, 2016)[6]
- Memory Game (Cantaloupe, 2020)[7]

## Filmes
- 1982 – Ellis Island – Directed by Meredith Monk and Bob Rosen.
- 1993 – The Sensual Nature of Sound: 4 Composers – Laurie Anderson, Tania León, Meredith Monk, Pauline Oliveros. Directed by Michael Blackwood.
- 1983 – Four American Composers "Meredith Monk." Directed by Peter Greenaway.
- 1996 – Speaking of Dance: Conversations With Contemporary Masters of American Modern Dance.  No. 22: Meredith Monk.  American Dance Festival. Directed by Douglas Rosenberg.